# Šumbark (zámek)
Šumbark je zámek v katastrálním území města Havířov, na hranici jeho částí Šumbark a Město.

## Historie

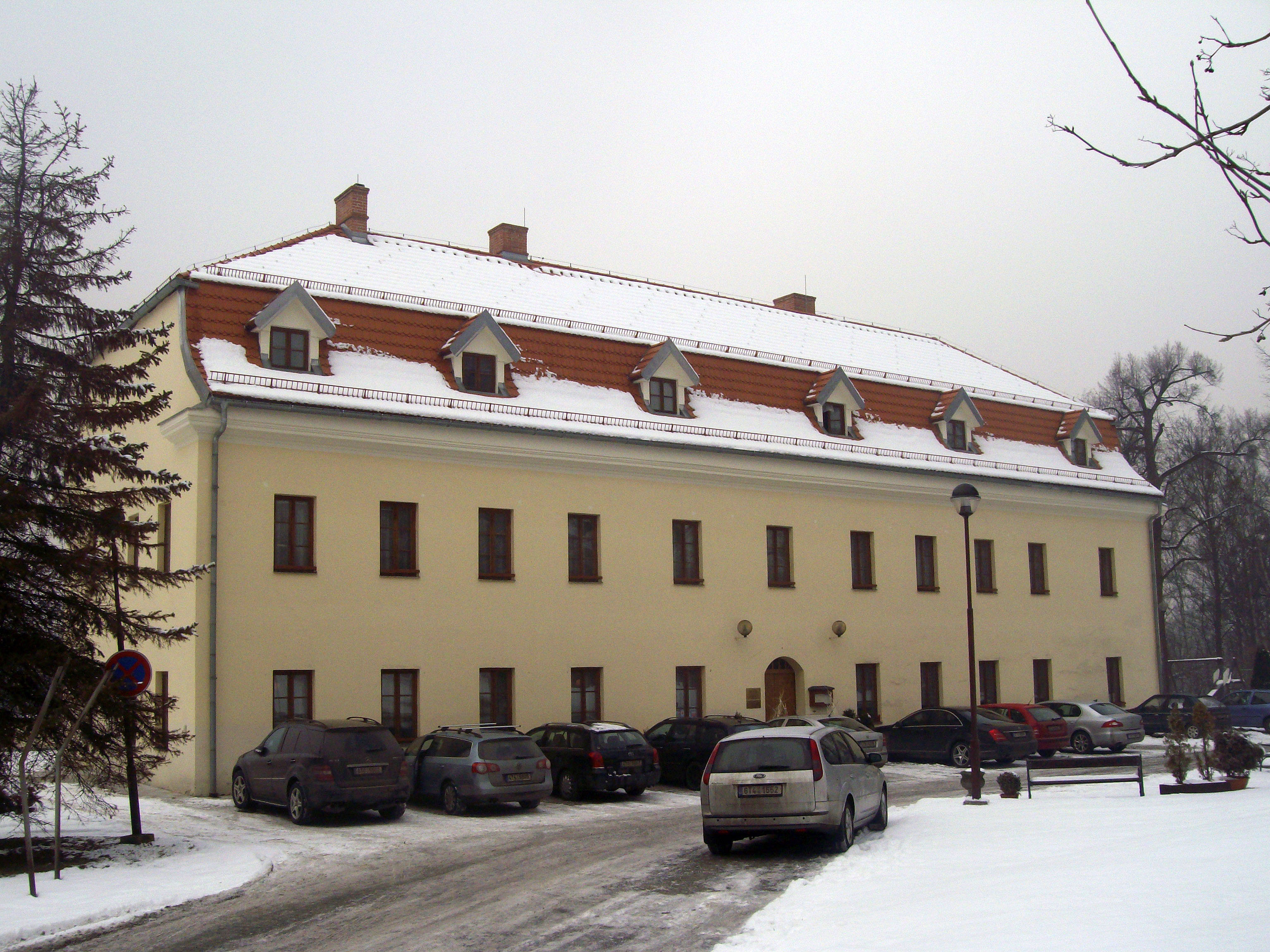
Zámek Šumbark

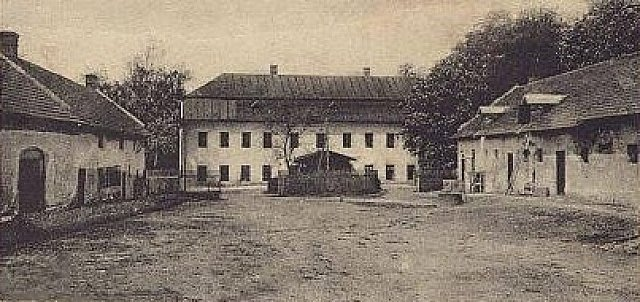
Zámek v Šumbarku 1908

Zámek vznikl asi v roce 1438 na místě původní tvrze či neznámého opevnění. Zcela jistě můžeme však říct, že byl postaven dříve díky záznamům nejstarších majitelů, kterým byl Petr Malý ze Šumbarku.[zdroj?] Na konci 15. století přešel do vlastnictví Těšínské komory. V letech 1530 až 1559 patřil k panství knížete Václavu Adamovi. Po jeho smrti přešel do majetku jeho syna, který však po válce s Turky začal vykonávat vysokou funkci biskupského hejtmana v Kroměříži. Zámek byl pro něj však zbytečný a špatně využitelný a prodal ho hraběti Frydrychu Pelhřimovi z Tráňkovic.
Zámek často měnil majitele, mezi něž patřil např. Jan starší Lubovský z Lubovic nebo Jan Rymultovský z Kornic. Pravděpodobně právě Jan Rymultovský z Kornic nechal v roce 1686 původní tvrz přestavět na barokní zámek.

### Požár
V říjnu roku 1823 postihl zámek požár, který zcela zničil kostelík svaté Kateřiny a hospodářské budovy. Samotná budova zámku byla také velmi poškozená a potřebovala rozsáhlou rekonstrukci. Požár vznikl v kuchyni. Tehdejší majitelé, šlechtický rod Rouseckých z Ejvaně, přestavěli zámek v empírovém slohu a prodali jej hraběti Frydrychu Arco a jeho manželce Henrietě, rozené baronce von Duran. Rakouský hrabě si zámek oblíbil a trvale se něm usídlil. Sám zemřel přímo na zámku a je pochován na místním hřbitově. 
Následně patřil zámek měšťanské rodině Neisserů, kteří nechali v roce 1845 vybudovat kostel svaté Anny na jiném místě, než stal kostelík svaté Kateřiny. V roce 1845 získala zámek společnost Obchodní dům Wetter & Com. z Lipska, která jej dále pronajímala. Teprve v roce 1874 se dostal zpět do šlechtických rukou. Posledním šlechtickým majitelem byl průmyslník David Gutmann.

### Po druhé světové válce

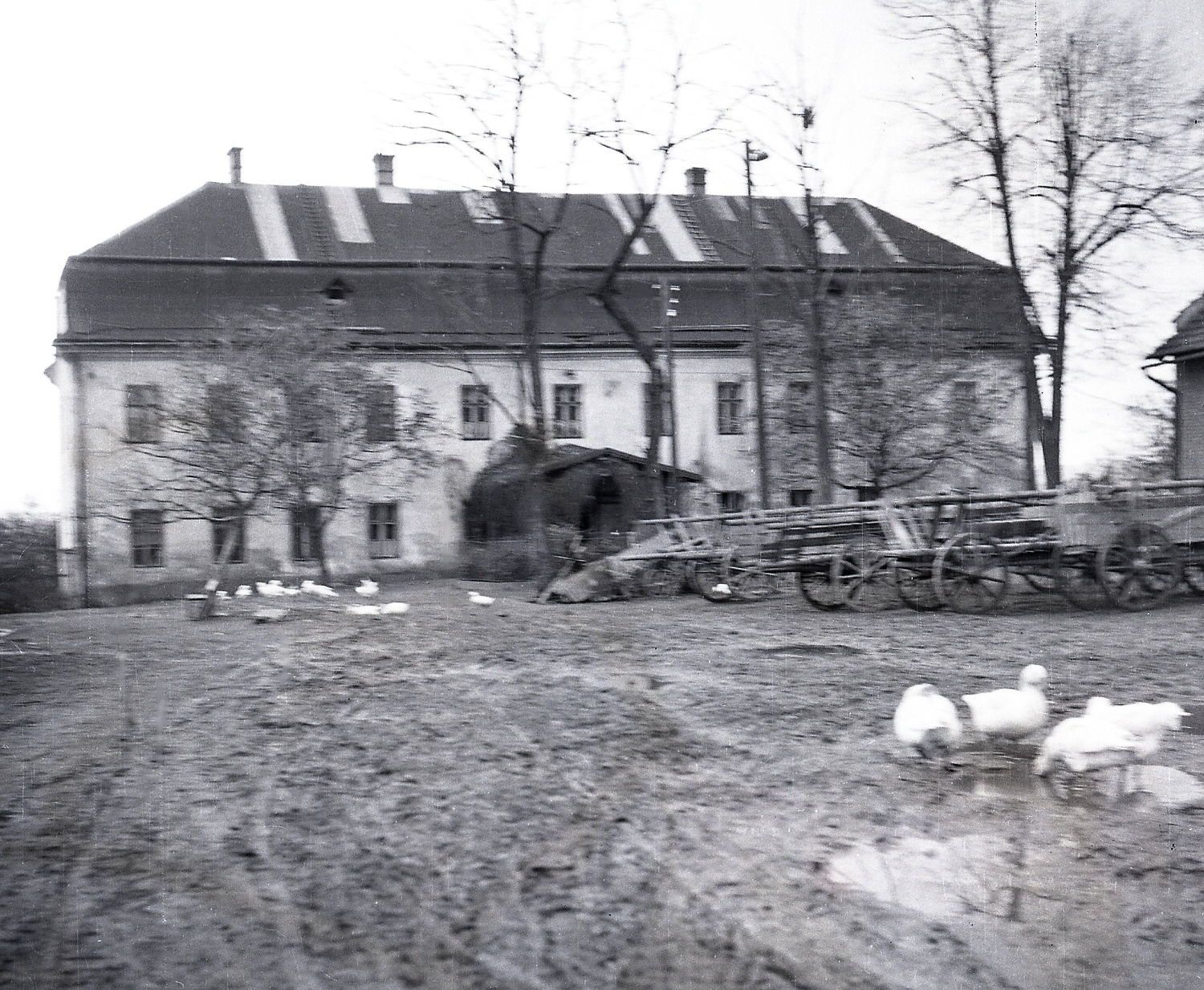
Vzhled zámku se dvorem v roce 1956

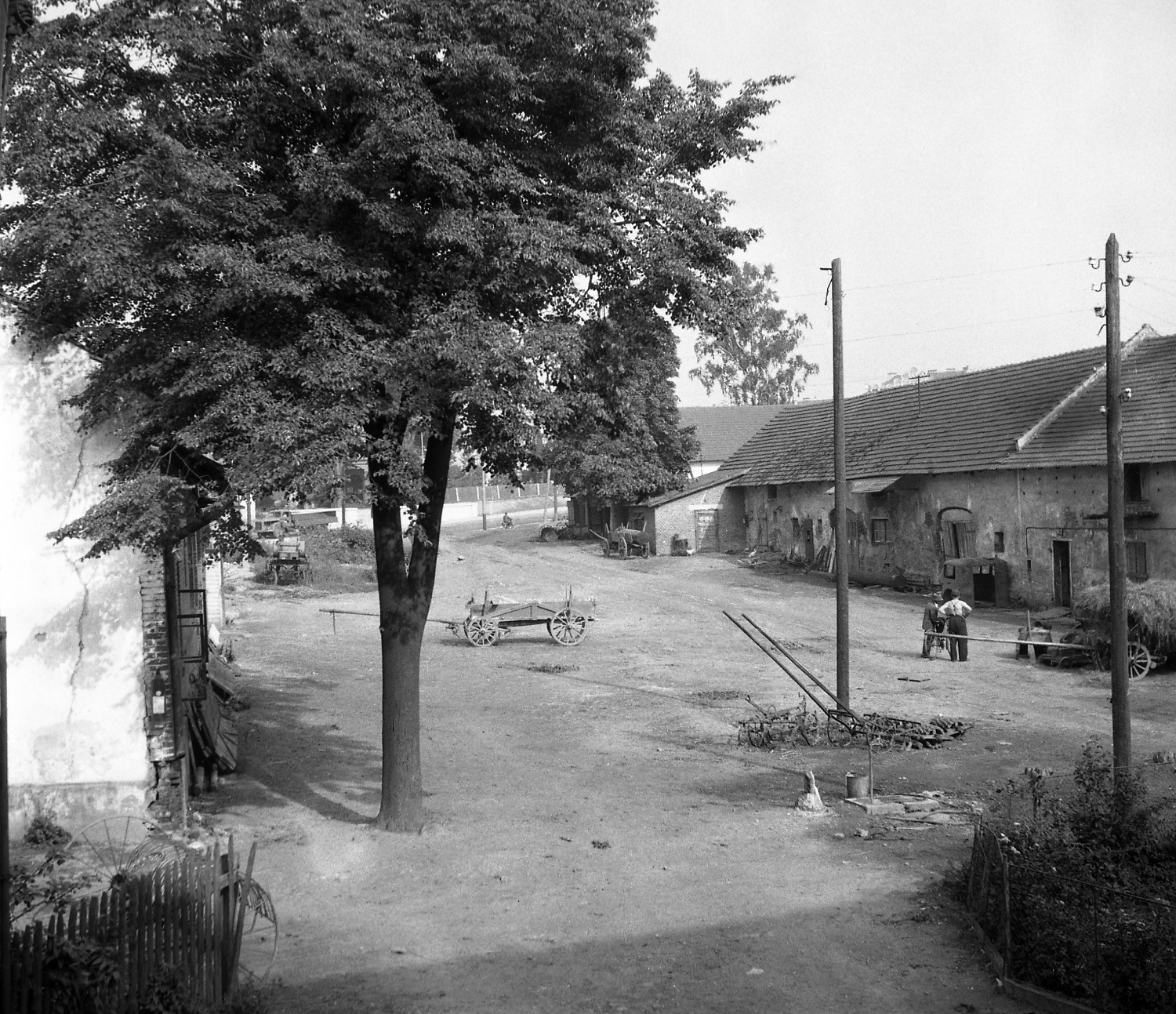
Zámecký dvůr v roce 1956

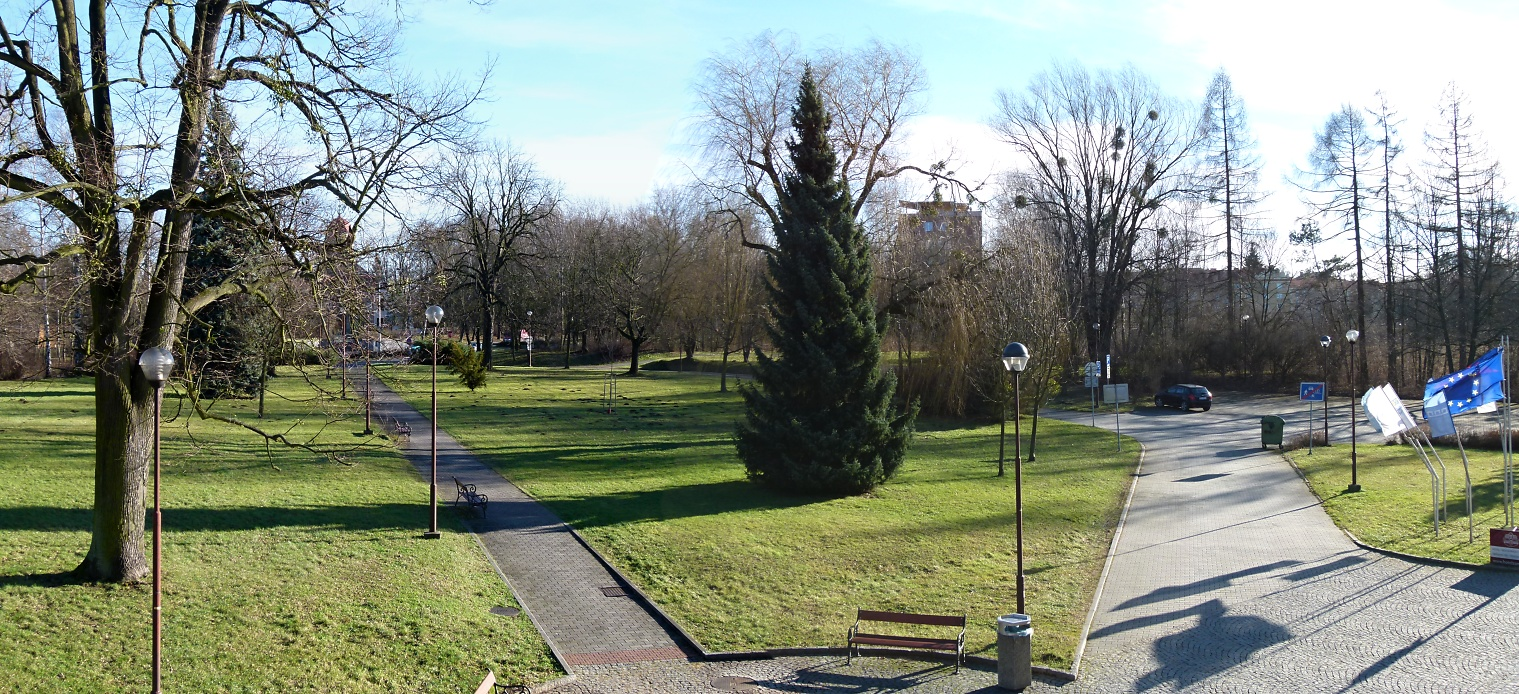
Zámecký dvůr v roce 2015

Mezi původní obyvatele budoucího města patřili zaměstnanci statku od roku 1949 československého a státního, který vznikl dle Nařízení vlády č. 315/1948 Sb., jímž se zřídily státní lesní a zemědělské podniky ve formě národních podniků. Vzhled statku a zámku v polovině padesátých let 20. století je na přiložených dvou černobílých obrázcích. Jak se změnil vzhled zámeckého dvora za 60. let dokumentuje následující barevný obrázek.
Zámek v padesátých a šedesátých letech 20. století století chátral a při vzniku města Havířov nebyl brán zřetel na historickou hodnotu této budovy. Devastace skončila v roce 1997, kdy byl kompletně zrekonstruován do podoby luxusního hotelu s restaurací. V zámku se rovněž nachází obřadní síň města Havířov a malý koncertní sál. Zámek je v majetku města, které zde provozuje Zámecký hotel Havířov spolu s obřadní místností a malým koncertním sálem. Zámek je tak zpřístupněn veřejnosti, ale kulturní prohlídky za účasti průvodce nejsou k dispozici a zámek slouží celý ke komerčním účelům. Kostel svaté Anny se nachází naleznete přímo naproti zámku.